# Venusia sikkimensis
Venusia sikkimensis är en fjärilsart som beskrevs av Henry John Elwes 1893. Venusia sikkimensis ingår i släktet Venusia och familjen mätare. Inga underarter finns listade i Catalogue of Life.